# Rainer Ute Harms

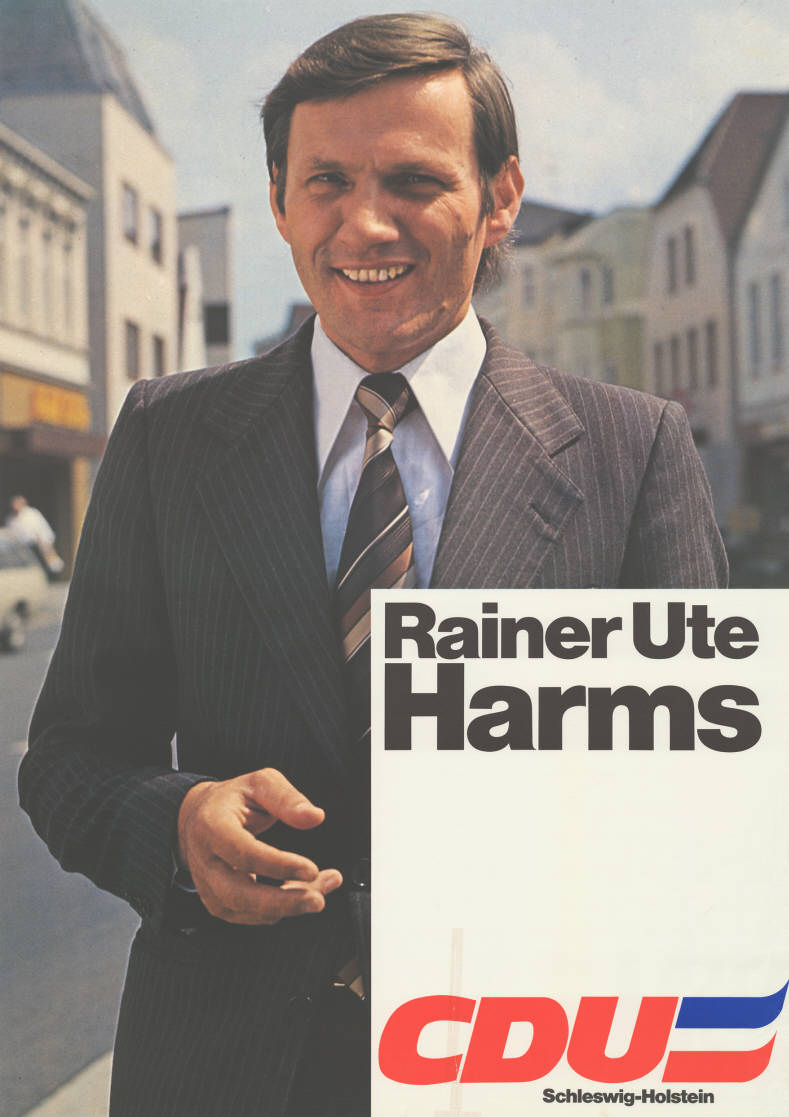
Kandidatenplakat zur Landtagswahl in Schleswig-Holstein 1979

Rainer Ute Harms (* 6. Oktober 1940 in Bilsen, Kreis Pinneberg) ist ein deutscher Politiker (CDU). Er war von 1971 bis 1988 Mitglied des Landtags von Schleswig-Holstein.

## Leben und Beruf
Rainer Ute Harms besuchte das Ludwig-Meyn-Gymnasium in Uetersen und absolvierte eine kaufmännische Lehre. Er war bei der Bundeswehr und ist Major der Reserve. Neben seiner Tätigkeit als Mineralölkaufmann besuchte Harms eine Abendschule und erwarb das Abitur. Ab 1966 studierte er Volkswirtschaft und Philosophie in Hamburg und Birmingham und schloss das Studium als Diplom-Volkswirt ab.
Er ist verheiratet und Vater dreier Kinder.

## Politik
Bereits während seiner Studienzeit engagierte Harms sich in Hamburg als Mitglied des Studentenparlaments und als Fakultätssprecher, in Birmingham war er Gastmitglied der Conservative Students Group. Im Jahr 1963 trat er in die CDU ein.
Bei den Landtagswahlen in Schleswig-Holstein 1971, 1975, 1979, 1983 und 1987 wurde Harms jeweils als Direktkandidat der CDU im Wahlkreis 21 (Pinneberg-Nord) in den schleswig-holsteinischen Landtag gewählt. Er war Landtagsabgeordneter vom 24. Mai 1971 bis zum 31. Mai 1988. Im Landtag war er in verschiedenen Ausschüssen tätig, unter anderem im Agrarausschuss, im Landesplanungsausschuss und im Innen- und Rechtsausschuss.
Harms war daneben auch bei der Bundestagswahl 1980 CDU-Kandidat im Wahlkreis Pinneberg, unterlag jedoch gegen Reinhard Ueberhorst von der SPD. Für die folgende Bundestagswahl im Jahr 1983 verzichtete er darauf, als Nachrücker der Landesliste in den Bundestag einzuziehen.
Harms war von 1974 bis November 2012 ehrenamtlicher Bürgermeister von Bilsen bei Quickborn. Er wurde bei der Gemeinderatssitzung am 26. Juni 2008 bestätigt und gab sein Amt vor Ablauf der Wahlperiode zurück. Im November 2013 wurde Harms zum Ehrenbürgermeister und Ehrenbürger ernannt. Im Jahre 2002 wurde er Ehrenbürger der Stadt Bilzen in Belgien.

## Ehrungen
Im Jahr 1982 wurde ihm das Bundesverdienstkreuz am Bande verliehen, des Weiteren wurde er 2009 mit der Verleihung der Freiherr-vom-Stein-Verdienstnadel des Landes Schleswig-Holstein geehrt. 2013 verlieh ihm der deutsche Feuerwehrverband die deutsche Feuerwehr-Ehrenmedaille.